# Zoekmachineoptimalisatie
Zoekmachineoptimalisatie (Engels: search engine optimization (SEO)) is een onderdeel van zoekmachinemarketing en kan worden gedefinieerd als het geheel aan activiteiten bedoeld om een webpagina hoog te laten scoren in de organische zoekresultaten van een zoekmachine, op de voor die webpagina relevante trefwoorden. Aangezien een vermelding in die organische resultaten gratis is, vormen deze zoekresultaten een interessant alternatief voor zoekmachineadverteren. SEO kan een bedrijf concurrentievoordeel opleveren.
Binnen de optimalisatietechnieken wordt onderscheid gemaakt tussen white hat (toegestaan door Google) en black hat (niet toegestaan). De black hat-technieken zijn over het algemeen bedoeld om de volgorde van zoekresultaten te manipuleren.
SEO kan ook staan voor search engine optimizers. Dit zijn adviseurs die zich bezighouden met het uitvoeren van optimalisatieprojecten voor klanten.

## Rankingfactoren
Het is grotendeels onduidelijk hoe zoekmachines zoals Google precies hun zoekresultatenvolgorde (SERP) bepalen. Wel is duidelijk dat dit, in elk geval grotendeels, geautomatiseerd gebeurt met behulp van search ranking factors, waarbij aan elke factor een gewicht wordt toegekend. Diverse SEO-professionals hebben gepoogd om al die factoren te ordenen naar belang. In 1997 werd voor zoekmachines bekend dat webmasters moeite deden hoog te worden gepositioneerd in de organische zoekresultaten. Oude zoekmachines, zoals Infoseek, pasten de algoritmes hierop aan, om te voorkomen dat webmasters de resultaten manipuleren. Door de hoge marketingwaarde van gerichte zoekresultaten is er kans op vijandige verhoudingen tussen zoekmachines en aanbieders van zoekmachineoptimalisatie. AIRWeb (Adversarial Information Retrieval on the Web) werd in 2005 gemaakt om de beschadigende effecten van agressieve webproviders te minimaliseren. 
In 1998 werd het oorspronkelijke PageRank-algoritme van Google gepresenteerd, toen nog onder de vlag van Stanford University, waar de Google-oprichters Larry Page en Sergey Brin op dat moment werkten aan hun zoekmachine. In 2018 heeft Google 654.680 experimenten uitgevoerd en 3.234 wijzigingen in het algoritme aangebracht. Het algoritme van Google wijzigt elke dag. De meeste algoritmewijzigingen worden door Google niet aangekondigd, maar veel algoritmewijzigingen worden bijgehouden door diverse websites. Tegenwoordig zijn de Google-zoekresultaten steeds meer op de gebruiker afgestemd en vooral ook regionaal verschillend, wat ook wel lokale SEO wordt genoemd. Voor kleine bedrijven is het hierdoor haalbaarder geworden om in hun regio vindbaar te worden. Daarnaast lijkt het verkrijgen van trust en implied links een grote rol te spelen in het bepalen van rankings. Recente Core updates vanuit Google laten echter zien dat RankBrain steeds meer gewicht krijgt bij het opbouwen van de resultaten.
Enkele technische rankingfactoren zijn:
- Laadsnelheid. De snelheid waarmee webpagina's worden geladen is een factor in het ranking-algoritme van Google.[7] Het doel van Google is om mensen snel te voorzien van relevante pagina's. Wanneer een website traag laadt en ze deze via Google hebben gevonden, dan koppelen gebruikers dit al snel aan het gebruiks(on)gemak van Google en de kwaliteit van de zoekresultaten. Een pagina die snel laadt heeft daarom een streepje voor op de websites die traag laden. Bovendien zorgt een langzame website voor een slechte gebruikservaring en zullen bezoekers onverrichter zake snel de website weer verlaten. Dit zorgt voor een verhoging van het bounce-percentage en is hiermee dus van invloed op de positie.

- Indexatie. Voordat een pagina zichtbaar wordt in de zoekresultaten van Google, moet hij eerst worden opgenomen in hun database. Dit proces heet indexatie. De duur hiervan kan variëren van dagen tot maanden, afhankelijk van de grootte van de website, kwaliteit van de (nieuwe) content en eventuele commando's die men aan crawlers doorgeeft.

- Fouten. Technische fouten (errors) zijn ook van invloed op de zoekresultatenvolgorde van een pagina: een error heeft een negatieve invloed op de ranking. Dit zijn de meest voorkomende errors:
  - Een 404-pagina wordt getoond zodra een pagina niet meer bestaat. Dit kan bijvoorbeeld gebeuren wanneer een nieuwe website wordt opgeleverd maar de pagina's nog niet zijn doorverwezen. Ook kan dit komen door een typefout in een link op de pagina.
  - Een 301- en een 302-melding (ook wel redirect genoemd) geven beide aan dat een pagina verplaatst is naar een andere URL. Het verschil tussen de twee is dat een 302 een tijdelijke verhuizing aangeeft en een 301 een permanente verhuizing. Bij een 302 blijft de originele URL bestaan. Bij een 301 daarentegen wordt de originele locatie verwijderd uit de index en komt de nieuwe URL hiervoor in de plaats. Het grootste voordeel naast het gebruiksgemak voor de bezoeker is dat door een redirect doorverwezen wordt naar de nieuwe pagina.
  - Een 500-error is een probleem dat aan de serverzijde ligt en daar ook opgepakt dient te worden.
  - Een 200-code geeft aan dat de pagina aanwezig is en de inhoud die er op staat mag onder die URL worden geïndexeerd.

- Duplicaatinhoud. Er is sprake van duplicaatinhoud (duplicate content) wanneer twee of meer pagina's dezelfde of nagenoeg dezelfde inhoud hebben. Hierdoor ontstaat interne concurrentie waardoor een zoekmachine niet de juiste rankingwaarde kan bepalen.

- Veiligheid. Een website wordt beveiligd door middel van HTTPS (HyperText Transfer Protocol Secure). Hiermee worden de integriteit en vertrouwelijkheid van de gegevens van gebruikers beschermd. Zoekmachines hechten waarde aan deze bescherming, wat maakt dat deze webpagina's hoger ranken dan webpagina's zonder beveiliging.

- XML-sitemap. Een XML-sitemap (vaak heet deze sitemap.xml) is een XML-bestand dat speciaal gemaakt is voor de zoekmachines en ook vooral gebruikt wordt door de zoekmachines. Deze is vergelijkbaar met een inhoudsopgave in een boek. Hiermee kunnen zoekmachines zoals Google, Yahoo en Bing de inhoud van een site sneller indexeren.

- Nationale en internationale targeting. Google gebruikt specifieke informatie om de verschillen tussen landen en taalvarianten te herkennen. Dit kan zowel vanuit een tag (Hreflang-tag) in de broncode of vanuit de XML-sitemap worden aangeduid. De Hreflang-tag is bedoeld om bij webpagina's in meerdere talen, Google te laten weten in welke taal de content is geschreven en op welke regio de content is gericht.

## Optimalisatietechnieken
In het algemeen geldt dat zoekmachineoptimalisatie drie pijlers beslaat: content, techniek en autoriteit:
- Content: alle inhoud van de website (site structuur, navigatie, gebruik van zoekwoorden, pagina titels, afbeeldingen, e.d.)
- Techniek: alles wat te maken heeft met de broncode van de website (opmaak, snelheid, schema.org opmaak, caching, e.d.)
- Autoriteit: hoeveel vertrouwen een website krijgt van de zoekmachine en van gebruikers
  - Links: alle links die wijzen naar een website (zowel intern als extern) gelden als een 'stem van vertrouwen' van andere websites.
  - Gebruikersinteractie (RankBrain): Dit beslaat het zelflerende systeem van het algoritme. Het systeem leert een website indexeren op basis van de keuzes die bezoekers maken, bijvoorbeeld waar ze op klikken of hoelang ze op een pagina blijven.

Google heeft in december 2017 een vernieuwde versie van hun 'SEO Starter Guide' gepubliceerd. Hier staat duidelijk omschreven hoe het bedrijf denkt over de meeste belangrijke zaken rond zoekmachineoptimalisatie en worden er aanbevelingen – de do's-and-don'ts van SEO – gedaan.

### Geoorloofde technieken (white hat)
Enkele white hat (door Google toegestane) SEO-mogelijkheden:
- Gebruik van trefwoorden in de meta-titel van een pagina (iedere unieke pagina een eigen unieke titel)
- Gebruik van trefwoorden in (X)HTML heading-tags (<h1>, <h2>, <h3>)
- Gebruik van trefwoorden in de paginanaam van een URL
- Geen dynamic-page-parameters in een URL
- Beperkte paddiepte in een URL, bij voorkeur via maximaal 3 mappen
- Gebruik van trefwoorden in de "ALT"-tag van afbeeldingen
- Gebruik van trefwoorden in de bodytekst van een pagina
- Gebruik van trefwoorden in de ankerteksten van (interne) hyperlinks
- Gebruik van een sitemap, maar te veel gebruikmaken van sitemaps heeft juist een negatief effect
- Het verbeteren van de laadtijden van de website voor een betere bezoekerservaring[9]
- Het toepassen van 'rich snippets'[10] voor meer informatie in de zoekresultaten
- Websites die responsive/mobile-friendly zijn, krijgen een betere positie in Google[11]
- Gebruik van afbeeldingen in een blog[12]
- Gebruik van spreektaal in artikelen
- Het beantwoorden van vragen die gebruikers hebben
- Het gebruik van gestructureerde gegevens[13]
- Het uitsluiten van pagina's die de bot van Google niet hoeft te bezoeken

### Manipulatie (black hat)
Naast deze geoorloofde technieken, proberen sommige websites de zoekresultaten van zoekmachines in hun voordeel te beïnvloeden door gebruik te maken van ongeoorloofde methoden (black hat SEO). 
Een bekende methode is het plaatsen van trefwoorden in dezelfde kleur als de achtergrondkleur van de website zodat websitegebruikers die trefwoorden niet zien maar webcrawlers wel. Deze methodes werken soms voor een korte periode, totdat ze veel gebruikt worden. Dan verzinnen de makers van zoekmachines methodes om dit soort ongewenste optimalisatiemethoden tegen te gaan. Tegenwoordig treden makers van zoekmachines op tegen zulke ongewenste trucjes, waarbij websites zelfs uit de index van de zoekmachine verwijderd kunnen worden.
Google geeft aan dat het actief vergaren van backlinks (links inkopen of links ruilen voor zoekmachineoptimalisatiedoeleinden) wordt beschouwd als black hat SEO. Het komt erop neer dat alleen (maar niet alle) on-page SEO white hat is en bijna alle off-page SEO black hat.
Sommige webmasters manipuleerden hun posities in de zoekresultaten door pagina's aan te maken met overbodige of irrelevante meta-tags. In Duitsland is dit manipuleren van zoekresultaten in 2004 door de rechtbank verboden. Een bedrijf met een te agressieve techniek loopt daarnaast kans te worden verbannen uit de zoekresultaten. In 2005 heeft The Wall Street Journal zo'n bedrijf gerapporteerd. Dit bedrijf was Traffic Power en het gebruikte, naar verluidt, technieken met een te hoog risico. Het mislukte om dit risico af te schermen van de klanten. Het tijdschrift Wired Magazine schreef dat ditzelfde bedrijf Aaron Wall had aangeklaagd omdat hij had geschreven over het krijgen van een ban. Googles hoofd van het webspamteam, Matt Cutts, heeft later bevestigd dat het inderdaad Traffic Power en een paar van haar klanten heeft verbannen uit de resultaten.
Ook de Duitse website van BMW is dertig dagen volledig uit de zoekindex verwijderd omdat ze een landingspagina (webpagina waarop een bezoeker 'landt' als hij een bepaalde zoekterm in een zoekmachine ingeeft en van waaruit de bezoeker daarna naar andere pagina's binnen die website kan navigeren) met alleen maar keywords maakten voor zoekmachines, terwijl daadwerkelijke bezoekers werden omgeleid door middel van JavaScript. Ook in Nederland bestaan dergelijke verhalen. Zo werd in 2006 een dagblad tijdelijk verbannen, en viel na heftige discussies op Googles Forum voor Webmasters en diverse SEO-blogs een black hat SEO-bedrijf uit de rankings.
Sommige zoekmachinebedrijven zijn daarentegen bewust naar de SEO-sector gestapt en zijn onder meer actief geworden als sponsoren en/of gasten op SEO-conferenties en congressen. Door de komst van betaalde opname zien deze zoekmachinebedrijven het belang van de vitaliteit van de optimalisatiegemeenschap. Daarom heeft Google een platform ontwikkeld om webmasters te helpen. Ook de zoekmachine Yahoo heeft in het verleden de Yahoo Site Explorer aangeboden voor het monitoren van de context op het internet. De zoekmachine Bing biedt de Bing Toolbox voor het optimaliseren van de website voor zoekmachines.

## Wedstrijden
Er zijn ook websites die zogenoemde SEO contests (SEO-wedstrijden) organiseren waarbij het de bedoeling is, op vooraf bepaalde zoektermen, zo hoog mogelijk te scoren in Google of een andere zoekmachine. Meestal gaat het dan om combinaties waar nog geen zoekresultaat voor bestaat.
- Gemeinsame Normdatei: 1026698669
- Bibliotheek van het Japanse parlement: 00964480